# Biberacher Jazzpreis
Der Biberacher Jazzpreis für junge Jazzmusiker ist ein Musikpreis, der seit 1990 in einem zumeist zweijährigen Abstand vergeben wird.

## Geschichte
Er wurde 1990 vom Jazzclub und der Stadt Biberach „zur Förderung der Idee des Jazz als zeitgemäße Kunstform“ ins Leben gerufen. Er ist einer der wenigen international ausgeschriebenen Preise für den Jazznachwuchs und nach 20 Jahren zu einer festen Institution geworden. Der Biberacher Wettbewerb wird in den letzten Jahren zunehmend stärker frequentiert und das Teilnehmerfeld dabei immer internationaler. Seit dem Jahr 2010 wird der Biberacher Jazzpreis vom Land Baden-Württemberg maßgeblich unterstützt.

### Bedingungen
In Anlehnung an die Bedingungen von Jugend jazzt und Jugend musiziert beträgt das Höchstalter der Teilnehmer 25 Jahre, bei Ensembles zählt das Durchschnittsalter.
Die Teilnahme am Biberacher Jazzpreis steht jedoch auch (Jazz-)Studenten an Musikschulen und Musikhochschulen sowie bereits kommerziell tätigen Musikern offen. Stilistische oder besetzungsmäßige Einschränkungen gibt es keine.

### Jury
Renommierte Jazzmusiker und Musikpädagogen sowie Fachleute aus der Medienbranche bilden die Jury. Derzeit (2016) ist der Vorsitzende Dieter Ilg; weiterhin gehören die Musiker Jürgen Seefelder und Frank Sikora sowie der Journalist Oliver Hochkeppel zur Jury. Sie trifft unter allen Bewerbern die Vorauswahl fürs Finale, in welchem schlussendlich die Rangfolge der drei besten Bewerber im Live-Act ermittelt wird. Die Dauer der Beiträge ist auf 30 Minuten begrenzt.

### Preisgelder
Die ersten drei Preise werden als Geldpreise ausgewiesen, wobei der 1. Preis 2.000 EUR, der 2. Preis 1.000 EUR und der 3. Preis 500 EUR beträgt. Seit 2014 wird auch noch ein Kompositionspreis ausgelobt; 2016 wurde erstmals zusätzlich ein Publikumspreis vergeben.

## Preisträger (Auswahl)
Die bisherigen Gewinner sind:
- 1990 – Cornelius Claudio Kreusch
- 1991 – max.bab (Max von Mosch, Benedikt Jahnel, Benny Schäfer, Andi Haberl)
- 1994 – Florian de la Puce
- 1997 – Kristjan Randalu
- 1999 – The Sidewinders (Matthias Schriefl, Kristina Brodersen, Igor Lumpert, Rolf Langhans, Andreas Kurz, Christian Lettner)
- 2001 – Matthias Schriefl
- 2004 – Laia Genc Trio
- 2006 – Mumble Jumble (Malte Dürrschnabel, Benjamin Kraef, Johannes Behr, Sebastian Sternal, Robert Landfermann, Leif Battermann)
- 2008 – Hornstrom (Klaus Heidenreich, Tobias Wember, Markus Braun, Silvio Morger)
- 2010 – Help (Jonathan Maag, Florian Favre, Jeremias Keller, Alex Maurer)
- 2012 – Matthias Lindermayr Quartett
- 2014 – Síd (Luzius Schuler, Rea Dubach, Daniel Weber)
- 2016 – Shane (Gabriel Wenger, Michael Gilsenan, Jerémy Krüttli, Philipp Leibundgut)
- 2018 – The Jakob Manz Project & Malstrom (1./2. Preis), Johanna Summer Trio (3. Preis), Heavy Therapy (4. Preis), Janika Löttgen Quartett (5. Preis)
- 2022 – Vincent Meißner Trio (1. Preis), Lightville (2. Preis), Duolog (3. Preis), Dimension (4. Preis)
- 2024 – Renner Trio (mit Moritz & Valentin Renner, Tabea Kind) (1. Preis), Duo Scheugenpflug Langguth (2. Preis), Bluff (3. Preis), Lylac (4. Preis), Lisa Wilhelm (5. Preis)

Kompositionspreis (seit 2014)
- 2014 – Turn
- 2016 – Jannis Wolff Quintett (Jaremko Alekszandr, Albert Kerekes, Zalokar Rok, Soet Kempeneer, Jannis Wolff)
- 2018 – Johanna Summer
- 2022 – Lightville (Shuteen Erdenebaatar & Nils Kugelmann)
- 2024 – Lylac

Publikumspreis (seit 2016)
- 2016 – Amaury Faye Trio
- 2018 – The Jakob Manz Project
- 2022 – Duolog (Jan-Peter Itze, Nico Graz)
- 2024 – Duo Scheugenpflug Langguth